# Dzikie konie z Livna
Dzikie konie z Livna (hr: Divlji livanjski konji) – populacja zdziczałych koni pociągowych żyjących w okolicach Livna w Bośni i Hercegowinie.

## Historia

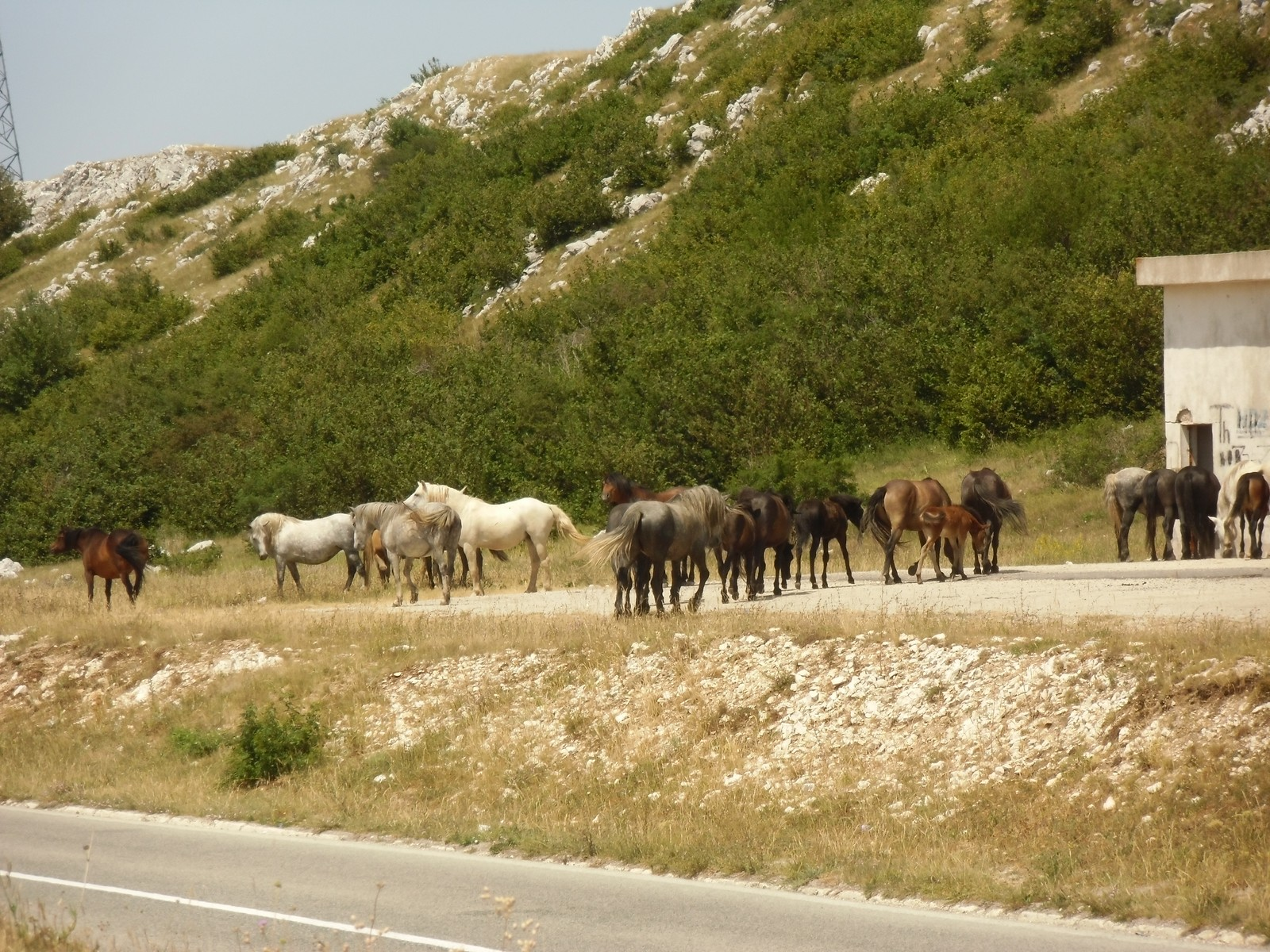
Dzikie konie w okolicach Livno

Gdy w latach 70. XX wieku rolnicy przestali używać koni, kilkanaście sztuk zostało wypuszczonych na wolność. Stado z biegiem lat nie tylko rozrosło się, ale stało się atrakcją turystyczną.
Konie w poszukiwaniu pożywienia i soli schodzą na ruchliwą drogę Livno – Šuica – Kupres i są przyczyną wielu wypadków, podczas których giną lub są ranne. Problemem jest również zabijanie koni aby pozyskać ich mięso, sprzedawanie młodych źrebiąt po 500-600 euro za sztukę, a dorosłych osobników osobom zajmującym się wyrębem i pozyskiwaniem drewna z trudno dostępnych terenów.
W 2009 roku gmina Livno podjęła decyzję o ich ochronie i powierzyła opiekę Towarzystwu Ekologicznemu Borova Glava (bośn. Planinarsko-ekološko društvo Borova glava). Kierowcy, którzy zostali poszkodowani podczas wypadków z udziałem koni, zaczęli domagać się odszkodowania od instytucji, która podjęła decyzję o ich ochronie. Gdy koszty rosły, decyzja w 2017 roku została uchylona.
W maju 2021 roku z inicjatywy organizacji pozarządowej Centrum Inicjatyw Obywatelskich (Centri civilnih inicijativa) został zorganizowany okrągły stół, podczas którego debatowano, jak rozwiązać problem dzikich koni z okolic Livna. W tym samym roku rada miasta Livna zorganizowała sesję, podczas której wysłano projekt rozwiązania problemu do zarządu kantonu, aby podjął decyzję o ochronie obszarów zajmowanych przez dzikie konie, ale do stycznia 2023 roku nie podjęto żadnych działań.
Po zakończeniu wojny w Bośni i Hercegowinie w okolicach Livna żyło około 160 koni, a na początku 2023 roku ich liczba zaczęła dochodzić do 900, a według niektórych działaczy nawet do tysiąca.